# Lotta agli XI Giochi panafricani
I tornei di lotta agli XI Giochi panafricani si sono svolti dal 16 al 18 settembre 2015 al Gymnase Alphonse Massamba Débat  (GAMD) di Brazzaville, nella Repubblica del Congo.
Dopo il termine dei tornei le lottatrici nigeriane Patience Opuene, vincitrice della medaglia d'oro eni 55 chilogrammi, e Ebi James Igbadiwe, argento nei 60 chilogrammi, sono state squalificate perché risultate positive ad un controllo antidoping.

## Podi

### Uomini
| Evento                   | Oro                      | Argento                  | Bronzo                                       |
| Lotta libera             |                          |                          |                                              |
| fino a 57 kg (dettagli)  | Adama Diatta             | Chedli Mathlouthi        | Abdelhak Kharbachi.                          |
| fino a 61 kg (dettagli)  | Daniel Amas              | Abderahim Sayeh          | Gael Diatta Gert Cornelius Johannes Coezee   |
| fino a 65 kg (dettagli)  | Zouheir Iftene           | Haithem Mahmoud Ahmed    | Clackson Sampson Ngeta Jonathan Ibanda       |
| fino a 70 kg (dettagli)  | Eyad Ibrahim Khalil      | Mohamed Ali Belaayeche   | Mohamed Boudaraa Ngoyi Poramba Dydo          |
| fino a 74 kg (dettagli)  | Melvin Bibo              | Hamza Moussaoui          | Abdo Omar Abdou Blaise Debe                  |
| fino a 86 kg (dettagli)  | Mohamed Ali Zaghloul     | Mohamed Saadaoui         | Cheikh Tidiane Niang Dick Adibo              |
| fino a 97 kg (dettagli)  | Soso Tamarau             | Ivan Nyamsi              | Aly Hamdi Amin Dieudonné Basil               |
| fino a 125 kg (dettagli) | Slim Trabelsi            | Boltic Sinivie           | Fod Sarr Dhiaaeldin Kamal Gouda              |
| Lotta greco-romana       |                          |                          |                                              |
| fino a 59 kg (dettagli)  | Abdennour Laaouni        | Jan Lourens Combrinck    | Yala Maindombe Florentin                     |
| fino a 66 kg (dettagli)  | Tarek Aziz Benaissa      | Otutu Oke                | Ndombasi Matadi Reagan Haitham Mahmoud Ahmed |
| fino a 71 kg (dettagli)  | Nworie Emmanuel          | Ibrahim Mahmoud Hamed    | Akrem Boudjemline.                           |
| fino a 75 kg (dettagli)  | Ibrahim Nasser Ibrahim   | Hichem Bourmel           | Sammy Diego Nyongesa Kais Mupampa            |
| fino a 80 kg (dettagli)  | Tarek Mohamed Abdessalem | Bachir Sidazara          | Omyemebelubi Abraham.                        |
| fino a 85 kg (dettagli)  | Adem Boudjemline         | Mohamed Moustafa Ahmed   | Samuel Nathaniel                             |
| fino a 98 kg (dettagli)  | Ahmed Mohamed Ibrahim    | Hamza Haloui             | Dieudonné Basil Gislain Kanga                |
| fino a 130 kg (dettagli) | Abdellatif Mohamed Ahmed | Andries Johannes Schutte | Holln Mkanga Ochieng Radhouen Chebbi         |

### Donne
| Evento                  | Oro                   | Argento              | Bronzo                                  |
| Lotta libera            |                       |                      |                                         |
| fino a 48 kg (dettagli) | Mercy Genesis         | Rebecca Ndolo Muambo | Marwa Mezyeni.                          |
| fino a 53 kg (dettagli) | Odunayo Adekuoroye    | Isabelle Sambou      | Parfaie Mambou                          |
| fino a 55 kg (dettagli) | Patience Opuene       | Jeanne Macie Coetzer | Binette Diatta Rim Ayari                |
| fino a 58 kg (dettagli) | Aminat Adeniyi        | Safietou Goudiaby    | Marwa Amri Mandzonoelle Mbouma          |
| fino a 60 kg (dettagli) | Hela Riabi            | Ebi James            | Habiba Tarek Fathi.                     |
| fino a 63 kg (dettagli) | Blessing Oborududu    | Berthe Etane Ngolle  | Anta Sambou Syrine Issaoui              |
| fino a 69 kg (dettagli) | Enas Moustafa Youssef | Hannah Rueben        | Blandine Metala Epanga Geringer Zumicke |
| fino a 75 kg (dettagli) | Annabel Laure Ali     | Blessing Onyebuchi   | Nadia Antar Yassin.                     |

## Medagliere
La nazione ospitante è evidenziata.
| #  | Nazione            | Oro | Argento | Bronzo | Totale |
| -- | ------------------ | --- | ------- | ------ | ------ |
| 1  | Nigeria            | 9   | 5       | 4      | 18     |
| 2  | Egitto             | 7   | 3       | 6      | 16     |
| 3  | Algeria            | 4   | 5       | 3      | 12     |
| 4  | Tunisia            | 2   | 3       | 5      | 10     |
| 5  | Camerun            | 1   | 3       | 1      | 5      |
| 6  | Senegal            | 1   | 2       | 5      | 8      |
| 7  | Sudafrica          | 0   | 3       | 2      | 5      |
| 8  | RD del Congo       | 0   | 0       | 5      | 5      |
| 9  | Rep. del Congo     | 0   | 0       | 3      | 3      |
| 10 | Ciad               | 0   | 0       | 2      | 2      |
| 10 | Kenya              | 0   | 0       | 2      | 2      |
| 12 | Burkina Faso       | 0   | 0       | 1      | 1      |
| 13 | Rep. Centrafricana | 0   | 0       | 0      | 0      |
| 13 | Libia              | 0   | 0       | 0      | 0      |
| 13 | Madagascar         | 0   | 0       | 0      | 0      |
| 13 | Mauritius          | 0   | 0       | 0      | 0      |
| 13 | Sierra Leone       | 0   | 0       | 0      | 0      |
| 13 | Sudan              | 0   | 0       | 0      | 0      |
|    | Totale             | 24  | 24      | 39     | 87     |